# 채 희후
채 희후(蔡釐侯, ? ~ 기원전 762년)는 중국 서주 시대, 춘추 시대의 인물로, 채나라 제8대 군주이다. 성은 희(姬). 휘는 소사(所事)이다.
제7대 채후 채 이후의 아들로, 이후 28년(기원전 810년)에 아버지가 죽자 그 뒤를 이었다. 희후 39년(기원전 771년)에 주 유왕이 견융의 공격을 받아 살해되어 서주가 망하고, 유왕의 뒤를 이은 주 평왕이 이듬해 개원하고 낙읍으로 천도해 동주(東周) 시대가 열렸다. 재위 48년 만에 죽어 아들 채 공후가 뒤를 이었다.